# Гірмавіт Гебрзіхаір
Гірмавіт Гебрзіхаір (англ. Girmawit Gebrzihair, 21 листопада 2001) — ефіопська бігунка на середні та довгі дистанції, бронзова призерка чемпіонату світу 2018 року з бігу на 5000 метрів серед юніорів.

## Основні міжнародні виступи
| Рік                | Змагання                      | Місто              | Місце              | Дисципліна         | Примітки           |
| Виступи за Ефіопія | Виступи за Ефіопія            | Виступи за Ефіопія | Виступи за Ефіопія | Виступи за Ефіопія | Виступи за Ефіопія |
| ------------------ | ----------------------------- | ------------------ | ------------------ | ------------------ | ------------------ |
| 2018               | Чемпіонат світу серед юніорів | Тампере            | 3                  | 5000 м             | [ 1 ]              |